# Paris Saint-Germain Handball
El Paris Saint-Germain Handball es un equipo de balonmano de la localidad francesa de Paris. Actualmente milita en la Liga francesa de balonmano. El 4 de junio de 2012, Qatar Investment Authority, los mismos propietarios del Paris Saint-Germain, se convirtió en el nuevo propietario del club con el objetivo de convertirlo en uno de los clubes más importantes del panorama balonmanístico.
En 2010, consiguió su segunda liga de segunda división para lograr el ascenso a primera, desde donde lleva entonces y ha ganado 10 ligas.

## Historia

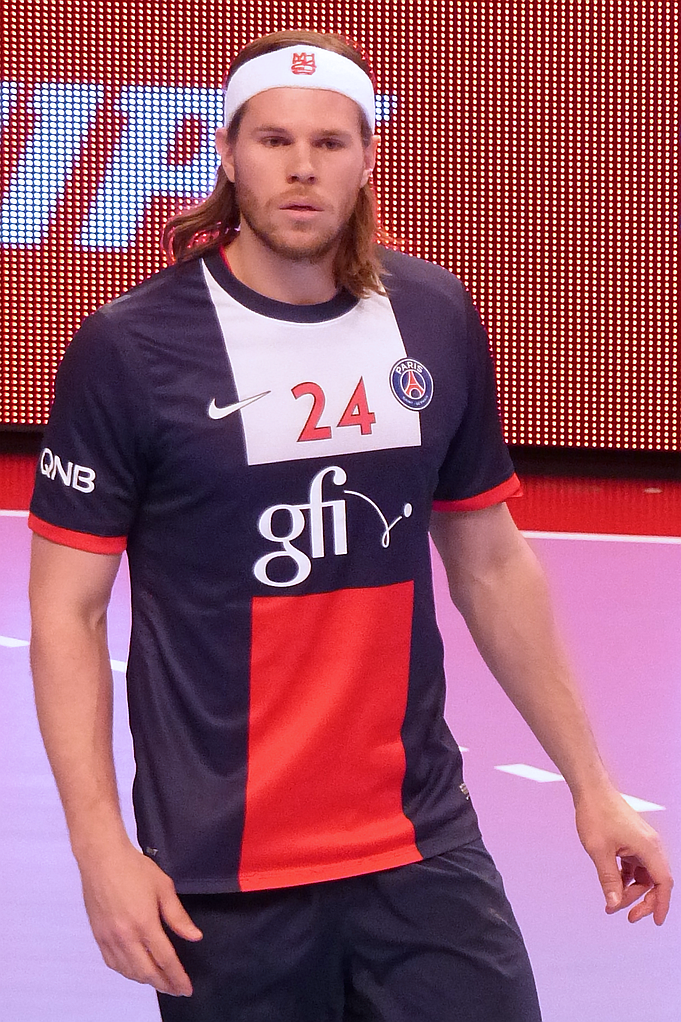
Mikkel Hansen, una de las estrellas del Paris Saint-Germain, al que llegó en 2012

El club fue fundado en 1941 como Asnières Sports, pasando a ser Paris-Asnières en 1989. Fue en ese año cuando llegó la estrella del balonmano francés Jackson Richardson, que estuvo dos años, hasta 1991. Se afilió al Paris Saint-Germain en 1992 y en 2002 rompió el acuerdo pasando a ser el Paris Handball.
En 2007 se proclamó por primera, y hasta la fecha, única vez campeón de la Copa de Francia, venciendo por 28-21 al Pays d'Aix HB.
Un año después, tras una derrota con el Dunkerque HB Grand Littoral en la última jornada, descendiendo a la segunda división. A pesar de ello, volvieron a la élite la temporada 2009-2010 tras quedar campeón de Liga, un hecho que consiguieron 20 años antes.

### A partir de 2012
En junio de 2012, Qatar Investment Authority se convirtió en el propietario del club, siendo también los propietarios del Saint-Germain de fútbol, uniéndolos de nuevo como ya se hiciera en 1992. En ese verano llegaron grandes jugadores como Mikkel Hansen, Marko Kopljar, Didier Dinart o Luc Abalo que lo pusieron líder de la liga durante la primera vuelta sin ceder ni un solo punto. Para capitanear este proyecto, se contrató como entrenador al antiguo internacional francés Philippe Gardent, que abandonó el Chambéry Savoie Handball para firmar un contrato por dos años con el club de la capital francesa. En diciembre de ese año, llegó a un acuerdo con GFI Informatique para lucir la publicidad en la camiseta, estrenándola en un partido frente al HBC Nantes. El presupuesto para aquella temporada ascendió a 9.223.780€, situando al Paris Saint-Germain en la vanguardia financiera de los clubes europeos de balonmano.
El 27 de abril de 2013 se concretaría la consecución de su primer título de liga francesa a falta de cuatro jornadas para la finalización del campeonato, tras derrotar por 27-32 al Cesson-Rennes MHB. El Montpellier HB le impidió al equipo parisino lograr el doblete, al derrotarlo en la final de la Copa de Francia por 35-28 en la final disputada en París-Bercy.
Al término de esta temporada causaría baja Didier Dinart como jugador más significativo, que abandonaba la práctica activa del balonmano, y se reforzaba con los fichajes de Igor Vori y de Daniel Narcisse, para afrontar con garantías el reto de la Liga de Campeones, para la que se presentaban como uno de los equipos favoritos. En la primera fase de la misma, finalizarían en segunda posición tras perder ambos encuentros con el FC Barcelona, lo que le emparejaría en octavos de final con el RK Gorenje Velenje esloveno. Tras caer por 30-28 en el partido de ida en tierras eslovenas, fueron capaces de remontar los dos goles de desventaja y vencer por 34-25 en la vuelta. En cuartos de final se verían las caras con el MKB Veszprém, otro de los máximos aspirantes al título continental. Tras dos disputados encuentros que se resolvieron en los últimos minutos de ambos de ellos, el conjunto húngaro salió vencedor en ambos de ellos por un global en la eliminatoria de 52-59, y privando al Paris Saint-Germain de alcanzar la Final a 4 de la Liga de Campeones.
En la competición nacional no demostró la fortaleza de la temporada anterior, en especial en lo que a los partidos como visitante se refiere, donde cosechó cuatro derrotas y dos empates. Asimismo fue derrotado en su casa por el futuro campeón de liga, el US Dunkerque. En la copa de Francia eliminaría al Montpellier HB tras vencerle en su propio feudo del Park&Suites Arena por un ajustado 26-27. Más ajustado aún fue el enfrentamiento de cuartos de final contra el Fenix Toulouse HB, a quien superarían en la tanda de lanzamiento de siete metros. En la final disputada en la Halle Georges-Carpentier, donde el Paris Saint-Germain disputaba también sus encuentros como local, derrotaron al Chambéry Savoie HB por 31-27, alzándose con este título por segunda vez en su historia tras el conseguido en 2007.

### Nombres anteriores
- Asnières Sports (1941-1985)
- Paris-Racing-Asnières (1985-1989)
- Paris-Asnières (1989-1992)
- PSG-Asnières (1992-2002)
- Paris Handball (2002-2012)
- Paris Saint-Germain Handball (2012-presente)

## Jugadores

### Plantilla 2024-25
|  | Porteros - 12 Andreas Palicka - 16 Jannick Green Extremos izquierdos - 20 Mathieu Grebille - 90 Léo Plantin Extremos derechos - 14 Ferran Solé - 19 David Balaguer Pívots - 02 Rubén Marchán - 21 Kamil Syprzak - 22 Luka Karabatic - 97 Gauthier Loredon | Laterales izquierdos - 32 Jacob Holm - 47 Wallem-Konrad Peleka - 71 Elohim Prandi Centrales - 06 Luc Steins - 77 Dani Baijens Laterales derechos - 05 Yahia Omar - 15 Kent Robin Tønnesen |